# 沙蒂永 (罗讷省)
沙蒂永（法語：Châtillon，法語發音：[ʃatijɔ̃] ⓘ）是法国罗讷省的一个市镇，属于索恩河畔自由城区。

## 地理
沙蒂永（45°52'38"N, 4°38'45"E）面积10.71 平方千米，位于法国奥弗涅-罗讷-阿尔卑斯大区罗讷省，该省份为法国中东部省份，北起顺时针与索恩-卢瓦尔省、安省、里昂大都会、伊泽尔省和卢瓦尔省接壤。
与沙蒂永接壤的市镇（或旧市镇、城区）包括：巴尼奥勒、圣日耳曼-尼埃勒、阿泽尔格河畔贝尔蒙、沙尔奈、谢西、洛扎讷。

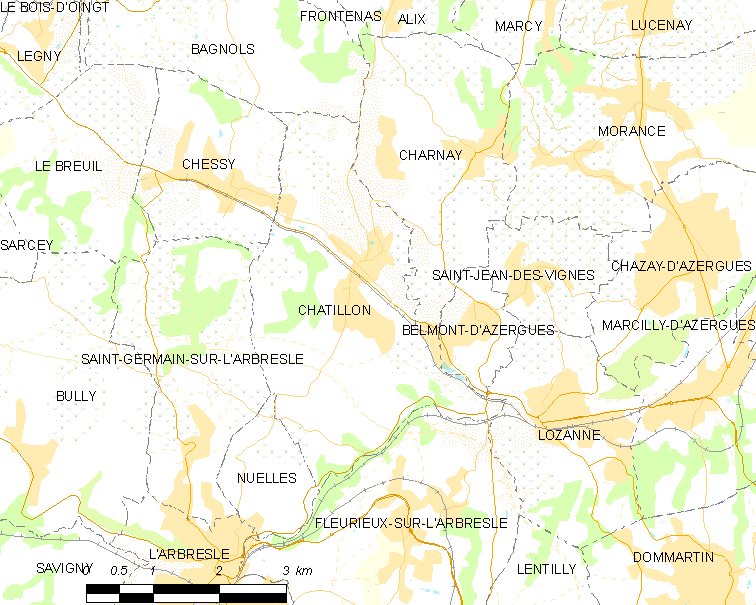
的OSM定位图

沙蒂永的时区为UTC+01:00、UTC+02:00（夏令时）。

## 行政
沙蒂永的邮政编码为69380，INSEE市镇编码为69050。

## 政治
沙蒂永所属的省级选区为瓦勒德万县。

## 人口

1962-2008年间人口变化图示

沙蒂永于2022年1月1日时的人口数量为2184人。